# Clive Sinclair
Sir Clive Marles Sinclair, britanski poslovnež in izumitelj, * 30. julij 1940, London, † 16. september 2021, London.
Kariero je začel kot pomočnik urednika revije Practical Wireless. Leta 1962 je ustanovil podjetje za proizvodnjo elektronike in se izkazal kot inovator s posebnim darom za miniazurizacijo. Leta 1972 je izdelal prvi zares prenosen žepni kalkulator, ki je bil prodajno izjemno uspešen. Podjetje je obdržalo razvojno naravnanost in čez nekaj let predstavilo eno najzgodnejših digitalnih ročnih ur ter kasneje še miniaturni televizijski sprejemnik.
Znan je predvsem kot konstruktor ZX Spectruma, prvega cenovno in uporabniško dostopnega osebnega računalnika, ki ga je izdelovalo podjetje Sinclair Research. Spectruma (slovensko: mavrica) so kmalu izrinili drugi računalniki, ostal pa je sinonim za poceni uporaben računalnik.
Kasneje se je ukvarjal tudi s konstruiranjem vozil, vendar na tem področju ni dosegel vidnejših uspehov.
Za svoje zasluge je od kraljice dobil viteški naziv.